# Ԓ
Ԓ (minuscule : ԓ), appelé el crocheté, est une lettre cyrillique utilisée en itelmène, khanty, nénètse de la forêt et tchouktche.
Il s’agit d’une forme du ‹ Л › cyrillique diacritée d’un crochet.

## Utilisation
Le ԓ est utilisé dans l’alphabet itelmène développé dans les années 1980.

## Formes et variantes

## Représentations informatiques
Le el crocheté peut être représenté avec les caractères Unicode suivants (Cyrilique) :
| formes    | représentations | chaînes de caractères | points de code | descriptions                             |
| --------- | --------------- | --------------------- | -------------- | ---------------------------------------- |
| capitale  | Ԓ               | Ԓ                     | U+0512         | lettre majuscule cyrillique elle crochet |
| minuscule | ԓ               | ԓ                     | U+0513         | lettre minuscule cyrillique elle crochet |